# Jean Margraff
Jean Alphonse Margraff (Graçay, 17 de febrero de 1876-Lunéville, 11 de febrero de 1959) fue un deportista francés que compitió en esgrima, especialista en la modalidad de sable. Participó en los Juegos Olímpicos de Amberes 1920, obteniendo una medalla de plata en la prueba por equipos.

## Palmarés internacional
| Juegos Olímpicos | Juegos Olímpicos  | Juegos Olímpicos | Juegos Olímpicos  |
| Año              | Lugar             | Medalla          | Prueba            |
| ---------------- | ----------------- | ---------------- | ----------------- |
| 1920             | Amberes (Bélgica) | Medalla de plata | Sable por equipos |